# مومورو كيكوتشي
مومورو كيكوتشي (باليابانية: 菊池桃子؛ بالكانا: きくち ももこ) هي مغنية وممثلة يابانية، ولدت في 4 مايو 1968 في شيناغاوا في اليابان. من الجوائز التي نالتها جائزة إيلان دور للوافد الجديد للسنة ‏ سنة 1986.

## جوائز
- جائزة إيلان دور للوافد الجديد للسنة [الإنجليزية]‏ (1986)

## وصلات خارجية
- مومورو كيكوتشي على موقع IMDb (الإنجليزية)
- مومورو كيكوتشي على موقع ميوزك برينز (الإنجليزية)
- مومورو كيكوتشي على موقع ديسكوغز (الإنجليزية)
- مومورو كيكوتشي على موقع قاعدة بيانات الفيلم (الإنجليزية)
- مومورو كيكوتشي على موقع ANN person (الإنجليزية)